# Balcanizzazione

La situazione dei Balcani dal 1796 al 2008.

Balcanizzazione è un termine geopolitico indicante una situazione interna instabile e condizionata da continue disgregazioni e problemi che causano la frammentazione dello Stato in più regioni o statuti autonomi.
Il termine è un chiaro riferimento alla penisola dei Balcani, che, a partire dall'espansione in territorio europeo dell'Impero ottomano, è stata oggetto di continui disordini e ripartizioni tra i contendenti, tanto da essere infine marcata spregiativamente come "polveriera d'Europa".
Con l'esito della Prima guerra mondiale che comportò lo sfaldarsi dell'Impero tedesco e della Monarchia austro-ungarica, il termine di una "balcanizzazione d'Europa" è stato applicato anche alla nascita dei nuovi stati nazionali mitteleuropei con la creazione di altrettante minoranze nazionali e le conseguenti tensioni geopolitiche.

## Storia

Lo scioglimento della Jugoslavia.

Il termine recentemente è stato usato in correlazione alla dissoluzione della Jugoslavia avvenuta tra il 1991 e il 2008, ma il fenomeno nasce durante l'espansione degli ottomani in territorio europeo. Gli scontri per il contendersi della penisola balcanica tra l'Impero austro-ungarico e gli ottomani fecero sì che la situazione già instabile della zona perdurasse negli anni, arrivando a disgregare nuovamente la regione dopo la prima guerra mondiale e, una seconda volta, dopo il periodo comunista.